# اورمستون
اورمستون (به انگلیسی: Urmston) یک شهرک در بریتانیا است که در ترافورد واقع شده‌است. اورمستون ۴۱٬۸۲۵ نفر جمعیت دارد.